# Facundo Sánchez
Facundo Sánchez (Sa Pereyra, 7 marzo 1990) è un calciatore argentino, difensore del Colón (SF).

## Palmarès

### Competizioni nazionali
- Coppa di Grecia: 1

Panathīnaïkos: 2021-2022